# Ripon (plateforme logicielle)
Pour les articles homonymes, voir Ripon.

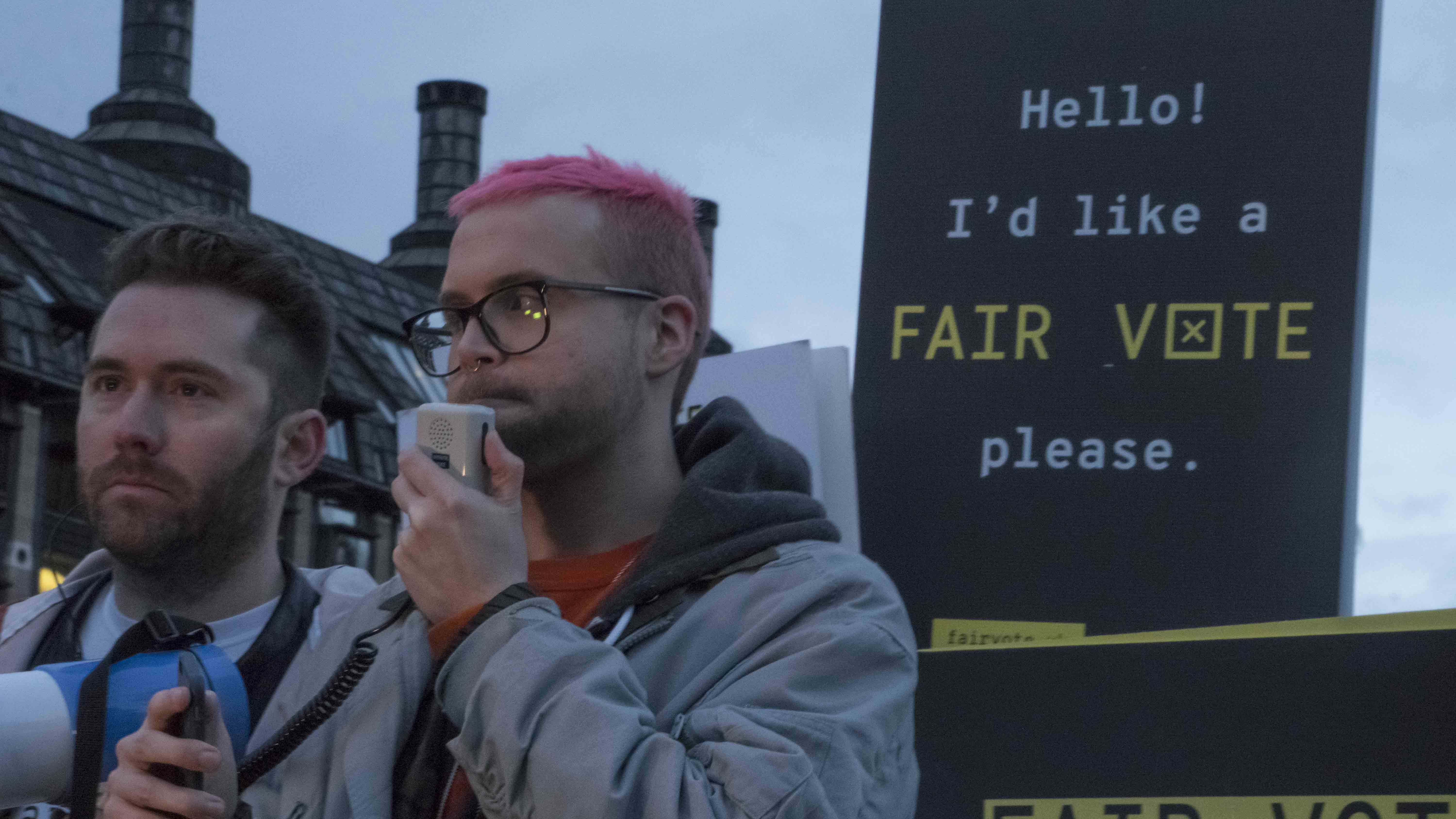
Christopher Wylie, le lanceur d'alerte canadien, ancien directeur de la Recherche chez Cambridge Analytica, plaidant ici contre le vote sous influence, permis par l'outil Ripon, mis au point par Aggregate IQ

Ripon est une plateforme logicielle parfois présentée comme incluant une intelligence artificielle (AI), intégrant des algorithmes d'utilisation de données personnelles volées sur les comptes Facebook, créant des profils psychographiques utilisés à des fins de campagne électorale microciblée visant à influer sur les émotions des électeurs pour modifier leurs intentions de vote ou les inciter à être abstentionnistes,,.
Cet outil a été créé et mis au point par les data scientists de la start-up alors inconnue du grand public AggregateIQ (AIQ), pour le compte de la société sœur Cambridge Analytica, sous l'égide du groupe SCL (leur société mère) afin d'influencer les votes, pour notamment répondre à une demande de Steve Bannon et du milliardaire Robert Mercer (homme d'affaires réputé particulièrement discret, et par ailleurs l'un des pionniers de l'intelligence artificielle) ;
Ripon a été au cœur du scandale Facebook-Cambridge Analytica/Aggregate IQ.
Plusieurs parties prenantes décisives dans le processus ayant conduit au Brexit ont dit que sans l'aide d'AggregateIQ (AIQ) le Brexit n'aurait pas pu avoir lieu. Ripon est un outil resté secret durant quelques années, puis révélé par le lanceur d'alerte canadien Christopher Wylie.

## Origines
L'histoire de la plateforme logicielle « Ripon » semble commencer avec une demande faite par le Groupe SCL à AIQ. SCL voulait « créer un outil politique de gestion de la relation client » pour influencer une campagne électorale de Trinité-et-Tobago en 2014 en faveur du client de SCL.
Et, selon les résultats de l'enquête de l'OIC et le parlement anglais, SCL Elections se serait -  début 2014 - rapproché d'AIQ pour « l'aider à construire un nouvel outil politique de gestion des relations avec la clientèle (CRM) à utiliser lors des élections américaines de mi-mandat de 2014 ». Il s'agissait de travailler selon des principes inspirés de la guerre psychologique (contrôle réflexif notamment que SCL connait bien), mais dans un temps bref, grâce à de grandes quantités de données personnelles (celles des résidents/électeurs de Trinité-et-Tobago).
Remarque : Ripon est le nom de la ville du Wisconsin où le Parti républicain est né en 1854, et l'outil logiciel du même nom, commandé par le Groupe SCL, semble n'avoir (hors pays en développement) été utilisé qu'au service de groupes politiques conservateurs, libertariens, de droite et d'extrême droite.

## Propriété, propriété intellectuelle
La plateforme logicielle « Ripon » semble avoir été développé par ou pour AIQ, semble-il avec l'aide (on l'a découvert bien plus tard) de l'officine secrète Team Jorge (officine d'influence qui semble avoir été créée en Israël par Tal Hanan, dévoilée en 2023 par une enquête journalistique, qui a montré qu'elle utilise encore un progiciel (baptisé Advanced Impact Media Solutions, ou Aims), appuyé sur une intelligence artificielle qui « écrit désormais des posts viraux à la demande », puis les fait circuler sur Facebook, mais également sur Twitter, LinkedIn, Telegram, etc.)
Ripon, tout en restant juridiquement propriété du groupe SCL (sa maison-mère, qui a été créée et payée pour influencer une partie des votes de dizaines d'élections dans des pays émergents).
Le groupe SCL et ses filiales se sont mis en faillite à la suite du scandale Facebook-Cambridge Analytica/Aggregate IQ, mais semble avoir été recréé sous le nom d'Emerdata, avec les mêmes personnes. Emerdata n'a pas communiqué à propos de « Ripon ».

## Exemple d'utilisations
Pour ceux des usages dont les résultats ont été plus médiatisés en Occident, « Ripon » semble avoir d'abord été utilisée pour tenter de faire élire le sénateur américain Ted Cruz, après que le Dr Aleksandr Kogan ait travaillé, en accord avec Google, pour fournir des données volées sur Facebook, relatives à des électeurs en tant qu'individus. Il s'agissait par des messages ciblés de soutenir les candidats américains promus par le John Bolton Super PAC lors des élections de mi-mandat en novembre 2014.

### Élection de Donald Trump
Cette version de « Ripon » a été le prototype des plateformes mise à disposition de l'équipe de campagne de Donald Trump pour l'élection présidentielle américaine de 2016, par le SCL, Cambridge Analytica et AggregateIQ.

### Cas particulier du référendum ayant abouti auBrexit
Chris Vickery a montré que AIQ, Cambridge Analytica, SCL et d'autres clients étaient bien en relation commerciale et/ou de travail, contrairement à leurs dénégations lorsqu'à émergé le scandale. Plusieurs projets AIQ-repository-present concernaient des entités britanniques, toutes conservatrices, souvent libertariennes de droite ou de l'extrême droite et prônant un Brexit dur et rapide. Les noms de leurs registres (ci dessous) désignent explicitement Vote Leave, mais aussi le DUP, le groupe Veterans For Britain, Countryside Alliance, Change Britain :
- « Client-VoteLeave-Gove »
- « Client-VoteLeave-MyPollingStation »
- « Client-VoteLeave-PlatformSync »
- « Client-DUP-ActionSite »
- « Client-VeteransForBritain-Site »
- « Client-CountrysideAlliance-Action »
- « Client-ChangeBritain-MailSend »
- « Client-ChangeBritain-Site »
- « Client-S8-Action » (Sauvez le 8ème amendement est un groupe de droite qui voulait 'sauver' le 8ème amendement de la constitution irlandaise, amendement adopté en 1983 interdisant l'avortement, qui sera finalement supprimé en juin 2017 un an après le Brexit, à la suite d'un autre référendum)[12]. Ce groupe existe encore.

Remarque : on ne trouve pas dans cette liste l'autre grand parti pro-Brexit qui était Leave.EU. Mais des lanceurs d'alerte et des enquêtes journalistiques, parlementaire et de police ont montré (après le vote du Brexit) que Leave.Eu avait aussi rencontré Cambridge Analytica, qui lui a présenté ses outils (ainsi qu'à Nigel Farage de l'UKIP). Arron Banks et Andy Wigmore (son ami et responsable de la communication chez Leave.EU) ont d'abord nié avoir eu une quelconque relation avec Cambridge Analytica et nient connaitre AIQ. 
Mais en 2018, Arron Banks a reconnu devant la Commission électorale parlementaire anglaise chargée d’enquêter sur les manipulations de la campagne pour le Brexit, avoir eu 2 ou 3 réunions avec Cambridge Analytika et s’être demandé à propos de leur offre si elle pourrait faire un « outil de messagerie » utile pour l’UKIP?' ». Et Banks et Wigmore ont fini par reconnaître que Banks disposait en fait déjà d'une équipe chargée de l'intelligence artificielle à Bristol (au service de ses entreprises d'assurance selon lui) ; il a expliqué que « l'intelligence artificielle peut être utilisée de telle manière que vous puissiez savoir si quelqu'un est susceptible de renouveler une police en fonction de son profil psychologique. Il y a toutes sortes de choses que vous pouvez apprendre des données en utilisant l'intelligence artificielle qui sont utiles pour le secteur de l'assurance ». Et Andy Wigmore et lui ont reconnu avoir utilisé, en lien avec une équipe de créatifs présents à leur côté, au moins 4 data scientists, pour effectuer un travail inspiré par celui fait par Cambridge Analytica (qui avait livré à l'UKIP les résultats d'un travail de démonstration).
Arron Banks dit d'ailleurs avoir ensuite dopé ses résultats financiers d'assureur grâce aux systèmes de ciblage par intelligence artificielle qu'il a découvert à l'occasion de la campagne pro-Brexit (campagne qu'il a également largement financé).

## Premières preuves de l'existence de «Ripon»
Chris Vickery dirige la section Cyber Risk Research du cabinet de conseil en cybersécurité « UpGuard ».
Ce « chasseur de violation de données » a repéré sur le Net des données exposées et tissant un réseau commun d'« ingénierie politique » lié aux groupes pro-Brexit, réseau qu'il a appelé la Brexit Connection.
Il a récupéré sur Gitlab (plateforme en ligne non sécurisée, utilisée par les développeurs pour écrire et partager du code) plus de 20 000 dossiers et 113 000 fichiers d'AIQ, qui lui ont permis de comprendre comment Cambridge Analytica et SCL, avec la plate-forme Ripon, ont cherché à, secrètement et illégalement, orienter les résultats du référendum britannique en faveur du camp pro-Brexit, dont en produisant les fake news visant à instaurer un sentiment d'insécurité vis-à-vis des réfugiés et d'autres populations étrangères.
Il a été interrogé à ce sujet par The Observer, Channel 4 et le New York Times, puis par un comité parlementaire britannique dit DCMS chargé d'enquêter sur la désinformation et les «fake news» (DCMS, qui a transmis ses données à l'Information Commissioner's Office (ICO), qui a rendu un premier rapport le 6 novembre 2018) sur Cambridge Analytica (et ses sociétés associées), Upguard a publié quatre articles expliquant les liens entre AIQ et Cambridge Analytica. Selon la commission d'enquête DCMS : Ripon a été conçu pour « l'obtention et l'utilisation des données personnelles des personnes (...) avec le potentiel d'extraire et manipuler les données. L'inclusion de journaux de débogage dans le référentiel montre que les outils ont été utilisées. L'étendue totale de leur utilisation est inconnue ».

## Éléments de description
Ripon a été décrit de manière floue par Jeff Silvester (cofondateur d'AIQ) comme « un outil politique de gestion de la relation client axé sur le marché américain », et plus concrètement par Christopher Wylie (ancien cadre de Cambridge Analytica, devenu lanceur d'alerte) comme « le logiciel qui utilisait les algorithmes des données Facebook ».
Selon les éléments logiciels observés par Vickery, Ce référentiel est :
« un ensemble d'applications sophistiquées, de programmes de gestion de données, de traqueurs publicitaires et de bases de données d'informations qui, collectivement, peuvent être agrégées afin de pour cibler et influencer les individus par diverses méthodes, y compris les appels téléphoniques automatisés, les courriels, les sites Web politiques, la prospection de bénévoles et Publicités Facebook »,.

## Principes de fonctionnement
« Ripon » utilise une classification (psychographie) les électeurs potentiels selon cinq marqueurs de personnalité, puis produit des messages politiques ciblés pouvant être diffusé par téléphone (par des « robots » ou des personnes), via des courriels personnels, via des plate-forme et sites Web politiques, via une prospection par des bénévoles d'un parti politique, et via des messages/publicités Facebook (le 26 juillet 2018, Facebook a reconnu avoir diffusé 1 390 annonces différentes créées par AggregateIQ pour le compte de pages Facebook pro-Brexit durant la campagne référendaire (entre février 2016 au 23 juin 2016 inclus, c'est-à-dire le jour même du vote référendaire)»,.

## Projet concurrent non abouti, dédié au secteur de l'assurance (Big Data Dolphins)
Fin 2016, après avoir atteint son but politique (vote effectif du Brexit), Arron Banks crée une société (Big Data Dolphins). Cette entreprise codirigée par lui, par Alison Marshall (née Roper) et par Elizabeth Bilney (née Murphy),, vise à développer ce que Banks présente comme une intelligence artificielle au service du secteur de l'assurance, en lien avec les FinTech. Elle est basée au Royaume-Uni (siège), mais son travail de développement doit se faire à l'Université Ole Miss du Mississippi. Banks a aussi décrit cette société comme « l'université de l'Assurance » ; chargée d'encore améliorer l'intelligence artificielle mise au service du Big data du secteur de l'assurance.
L'entreprise Big Data Dolphins est alors détenue à 91 % par une société inconnue « Deep DD limited » (qui pourrait signifier Deep Data Dolphins Ltd) et a la même adresse que celle des bureaux de la société d'assurance d'Arron Banks à Bristol (Lysander House, où sont installés au dernier étage les locaux d'Eldon Insurance). « Deep DD limited » est dirigée, selon le formulaire de déclaration de l'entreprise  par Gold Directors Limited, un organisme basé dans un paradis fiscal (Gibraltar), qui dirige aussi « Somerset Bridge (Bermuda) Ltd »… dont Aaron Banks est l'un des trois directeurs ; le reste des parts est détenu par Steven Perkins (3 %), David Taylor (3 %) et Ayshea Khadim (mathématicien, actuariel puis Directeur actuariel de Rock Services Ltd), qui possède les 3 % restant), tous sont basés Lysander House à Bristol (bâtiment qui abrite des dizaines de sociétés financières et d'assurance dont Eldon Insurance au dernier étage),.
Le projet a été abandonné, (sous ce nom en tous cas), mais Arron Banks a dit que s'il avait persisté, il aurait aussi porté sur les données de Facebook, car au Royaume-Uni, Facebook a, selon lui, déjà commencé à travailler avec le groupe d'assureurs Admiral « pour voir comment récupérer les données Facebook et comment les utiliser dans le secteur de l'assurance »,.
La société a été un temps déclarée « compagnie dormante » au registre anglais du commerce, puis a été officiellement déclarée auto-dissoute le 29 septembre 2020.

## Suites
Le scandale Facebook-Cambridge Analytica/Aggregate IQ et l'émergence de Ripon utilisé pour sciemment miner les processus démocratiques ont suscité une inquiétude politique et des enquêtes, mais les  réponses juridiques ont été lentes et restent modestes. Ceci a suscité la création de l'ONG comme AlgorithmWatch, fondée à Berlin en 2016-2017 pour, dans le contexte de développement des réseaux sociaux et de l'intelligence artificielle, améliorer la transparence de la gouvernance et plus généralement de la démocratie, dont en examinant et classant les processus de prise de décision algorithmiques automatiques.
À la suite de la mise au jour de l'existence de Ripon, des chercheurs continuent à explorer comment d'autres outils de ce type, associant des techniques d'IA, la psychologie de la propagande et de puissants moyens de microciblages — sur des bases dans ce cas psychographiques — sont utilisés dans la propagande politique, comme dispositifs anti-démocratiques et/ou cybercriminels, renforçant de grands monopoles, des dictatures, certains groupes politiques et de pression, ainsi qu'un généralisation de nouvelles formes de surveillance, de violations de la vie privée, d'« intention addictive ». L'un de ces auteurs[Lequel ?] compare ce monde nouveau à celui du film The Truman Show, et il s'est aussi penché sur « l'hypothèse de l'impunité pratiquée par les annonceurs automatiques à l'ère numérique ».